# Infernal Blasting
Infernal Blasting è il secondo album della band death metal polacca Azarath, pubblicato nel 2003.

## Tracce
1. Legacy of Tyrant Goat – 2:57
2. Nuclear Revelation – 3:01
3. False God / Burn in Hell – 2:54
4. Demonspeed – 1:57
5. Chirstcum – 3:35
6. Damned to Hell – 2:53
7. Infested With Sin – 2:43
8. Joy of Mutilation – 3:08
9. Born to Rot – 6:13

## Formazione
- Bartłomiej Waruszewski - voce, basso
- Andrzej Zdrojewski - chitarra
- Bartłomiej Szudek - chitarra
- Inferno - batteria